# 南風絨弄蝶
南風絨弄蝶（学名：Hasora mixta），为弄蝶科絨弄蝶屬下的一個物種，分布於菲律賓、巽他群島、摩鹿加群島、蘇拉威西島與蘭嶼。

## 亞種
- H. m. mixta Y.F.Hsu & H.C.Huang, 2008 （蘭嶼亞種）
- H. m. limata Mabille, 1876
- H. m. limata Fruhstorfer, 1911

## 描述
成蝶的前翅長約19至24毫米，雌雄二型性顯著。雄蝶頭部披有褐色毛髮，觸角為褐色且末端尖且明顯彎曲呈鉤狀，腹面夾雜乳白色鱗片，口器則為黑褐色。下唇鬚向前延伸，其中第一節與第二節為乳黃色並覆蓋有細毛，第三節較小、錐形且光滑，顏色為褐色。胸部背面覆蓋褐色毛髮而腹面呈現灰褐色；腹部的背面是褐色，而腹面則是淡黃褐色，足部則呈現乳黃色。
關於翅膀的部分，前翅呈現三角形，其前緣和後緣直線延伸，外緣靠近翅頂處略向外突出；後翅為橢圓形，並且在臀區有一個葉狀突起。翅的背面整體為褐色，但在近翅基處則覆蓋有黃褐色毛髮；至於翅的腹面，底色同樣為褐色，但覆蓋了藍紫色鱗片，在後翅的臀區還可以找到一塊暗色區域。這樣的特徵使得這類蝴蝶獨具風格，無論是在飛行中還是停歇時都極易辨認。

## 棲地
棲息於熱帶雨林及海岸林中。一年可繁殖多代。成蝶飛行速度快，常見其訪花吸蜜。幼蟲以豆科的蘭嶼魚藤為食。